# Уокон (тауншип, Миннесота)
Уокон (англ. Waukon) — тауншип в округе Норман, Миннесота, США. На 2000 год его население составило 147 человек.

## География
По данным Бюро переписи населения США площадь тауншипа составляет 93,7 км², из которых 93,7 км² занимает суша, водоёмов нет.

## Демография
По данным переписи населения 2000 года здесь находились 147 человек, 60 домохозяйств и 43 семьи. На территории тауншипа расположено 68 построек со средней плотностью 0,7 построек на один квадратный километр. Расовый состав населения: 96,60 % белых, 2,04 % коренных американцев и 1,36 % приходится на две или более других рас.
Из 60 домохозяйств в 28,3 % воспитывались дети до 18 лет, в 66,7 % проживали супружеские пары, в 1,7 % проживали незамужние женщины и в 26,7 % домохозяйств проживали несемейные люди. 23,3 % домохозяйств состояли из одного человека, при том 8,3 % из — одиноких пожилых людей старше 65 лет. Средний размер домохозяйства — 2,45, а семьи — 2,91 человека.
Средний возраст — 43 года. На каждые 100 женщин приходилось 129,7 мужчин. На каждые 100 женщин старше 18 приходилось 122,0 мужчин.
Средний годовой доход домохозяйства составлял 33 125 долларов и средний доход семьи был 37 143 доллара. Средний доход мужчин —  19 583  доллара, в то время как у женщин — 15 500. Доход на душу населения составил 17 945 долларов. За чертой бедности находились 8,7 % семей и 9,1 % всего населения тауншипа, из которых 22,2 % старше 65 лет.